# Багмут, Владимир Николаевич
Влади́мир Никола́евич Ба́гмут (укр. Володимир Миколайович Багмут; род. 21 февраля 1962, Днепродзержинск, Днепропетровская область) — советский и украинский футболист и тренер. Мастер спорта СССР (1983).

## Биография
Начинал играть в родном Днепродзержинске в одной группе с Геннадием Литовченко. Первый тренер — Иван Михайлович Ерохин.
В начале 80-х юного работоспособного крайнего полузащитника днепродзержинского «Металлурга» приметили селекционеры клуба Днепр (Днепропетровск). Первое приглашение Багмут отклонил, но в 1983 все же перешёл в «Днепр».
В 1983 году играл преимущественно за дубль. Тем не менее главный тренер Владимир Емец взял на себя смелость выпустить Багмута в основном составе в решающем матче против московского «Спартака» 6 ноября. Именно его отрядили на правый фланг обороны — заменить дисквалифицированного Николая Павлова. Всего в чемпионском сезоне «Днепра» провел 6 игр, однако, согласно действующему положению (для получения награды нужно было сыграть минимум в половине матчей чемпионата), золотую медаль не получил.
Со следующего сезона Багмут стал твердым игроком основы «Днепра». Он выходил на любую позицию в полузащите, играл крайнего защитника и на каждой позиции играл полезно и эффективно. Тем не менее, основное амплуа игрока — правый полузащитник.
В 1985 году Багмут отыграл во всех 20 матчах с начала чемпионата, однако затем травма вывела его из игры до конца сезона. Из-за этого тренерский штаб «Днепра» срочно зачислил в свои ряды футболиста из Никополя, Бориса Шуршина, заменившего тогда Багмута на фланге.
В 1986 году снова вернулся в основу, но команда в том году играла неудачно. В 1987 году Багмут больше выступал за дублирующий состав, чем за основу. В результате, он так и не наиграл на серебро за первую команду, зато стал чемпионом страны среди молодёжных команд. Тем не менее, уже в следующем году он снова сумел заявить о себе как о высококлассном футболисте и помог команде взять золото чемпионата СССР.
Также в 1988 году провел игру за сборную клубов СССР против болгарской команды.
В 1989 году он стал единственным игроком команды, кто провел в сезоне все 30 матчей, причем лишь однажды вышел не в стартовом составе. Но при этом, в той игре (дома со «Спартаком») именно Багмут заработал пенальти, реализовав который Евгений Шахов принес днепрянам минимальную победу 1:0. В итоге, Багмут попал в список «33-х лучших футболистов СССР» под № 2, уступив только киевлянину Алексею Михайличенко.
Был вице-капитаном команды и выводил команду на поле с капитанской повязкой, когда в составе не было Вадима Тищенко. В общей сложности провел за «Днепр» 278 матчей, забил 26 мячей.
С распадом СССР из «Днепра» не ушёл и помог клубу взять бронзу первого чемпионата Украины по футболу. Тем не менее, Багмут постепенно стал все реже попадать в основу, поскольку игра клуба формировалась уже за счёт перспективной тройки полузащиты Михайленко — Полунин — Максимов. Поэтому в сезоне 1993/94 перешёл в «Торпедо» (Запорожье). Однако этот сезон считает для себя потерянным.
В 1994 году вернулся в «Днепр» на позицию правого защитника. При этом, несмотря на частую смену тренеров, его место в составе не подвергалось сомнению. В эти годы являлся штатным пенальтистом команды. Так, его умение пробивать одиннадцатиметровые помогло команде выйти в финал Кубка Украины — забил решающий мяч в полуфинале против «Таврии». Однако в финальной игре против «Шахтера» «Днепр» уступил по пенальти.
Свой последний матч он провел 26 октября 1996 года в Тернополе. В той встрече реализовал пенальти, установив окончательный счёт 2:2.
Одной из причин, заставившей его завершить карьеру, стала автокатастрофа, в которую попал футболист. После этого не мог нормально переносить значительные нагрузки. Кроме того, сказались психологические проблемы: сначала в автокатастрофе погиб друг и партнер по «Днепру» Николай Кудрицкий, а затем — отец Багмута.
После завершения игровой карьеры занят тренерской деятельностью. Помогал Вячеславу Грозному в основной команде «Днепра», затем — в «Днепре-2» Николаю Федоренко. Позже составил тандем в воспитании молодёжи с Владимиром Горилым, позже — с Дмитрием Михайленко.
Женат, сын Александр. По образованию — инженер.

## Достижения

### Командные
- Чемпион СССР: 1988
- Серебряный призёр чемпионата СССР (2): 1987, 1989
- Бронзовый призёр чемпионата СССР (2): 1984, 1985
- Обладатель Кубка СССР: 1989
- Бронзовый призёр чемпионата Украины (3): 1992, 1995, 1996
- Обладатель Кубка сезона СССР: 1989
- Обладатель Кубка Федерации СССР: 1986, 1989

### Личные
- В списке 33 лучших футболистов сезона в СССР (2): № 3 — 1988, № 2 — 1989.